# موسى بن نحمان
موسى بن نحمان (بالعبرية: מֹשֶׁה בֶּן־נָחְמָן) ولد في عام 1194، وتوفّي في 1270، المعروف باسم ناخمانيديس (باليونانيّة: Ναχμανίδης Nakhmanídēs)، وأُشير إليه أيضاً باسم رمبان (بالعبريّة: רמב״ן) باللقب المعاصر (بوناستروك سا بورتا، الذي يعني حرفيّاً «حظّاً سعيداً بجانب البوّابة»)، هو باحث وحاخام سفارديمي وفيلسوف وطبيب وقبالي ومفسر توراتي. ولد بن نحمان ونشأ وعاش معظم حياته في مدينة جيرونة في منطقة كتالونيا شمال شرق أسبانيا. يُعتبر بن نحمان واحداً من الشخصيات المهمة التي لعبت دورًا في إعادة تأسيس المجتمع اليهودي في القدس بعد تدميرها من قبل الصليبيين عام 1099.

## الاسم
ناخامانديس (باليونانية: Ναχμανίδης) هو تركيب اسميّ يوناني يعني (بن نحمان)، يُعرف بن نحمان باللغة العبرية أيضاً بالاسم المختصر (رمبان רמב״ן) المستخلص من الأحرف الأولى لجملة (ربي موشيه بن نحمان، حاخامنا موسى بن نحمان) باللغة العبرية، أما اسمه الكاتالوني فهو بوناستروم سا بورتا (بالكاتالونية: Bonastruc ça Porta) الذي يعني حرفيًا (حظاً سعيدًا بالقرب من البوابة).

## السيرة الذاتية
وُلد موسى بن نحمان عام 1194 في جيرونة، حيث نشأ وتلقّى تعليمه إلى أن أصبح لقبه (موشه بن نحمان الجيروني)، وتوفي في «أرض إسرائيل» في عام 1270 تقريبًا.
موسى بن نحمان هو سليل إسحق بن روبن البرشلوني، وابن عم جونا بن إبراهيم الجيروني (رابينو يونا). كان من بين الأساتذة الذين تلقى بن نحمان تعليم التلمود على يديهم كل من جودا بن ياكر وناثان بن ميير من ترينكيتايل، ويُقال أيضاً إنه تعلم أسس عقيدة القبالة (الروحانية اليهودية) على يد مواطنه عزرائيل بن مناحيم الذي كان بدوره تلميذًا لإسحاق الأعمى. وفقًا للجواب الشرعي لشلومو بن أديريت، فقد درس موسى بن نحمان الطب، وبدأ خلال فترة شبابه باكتساب سمعة طيبة باعتباره عالمًا يهوديًا مثقفًا. بدأ بن نحمان في سن السادسة عشر كتاباته حول الشريعة اليهودية. دافع في كتابه ميلهاموت هاشم (حروب الرب، بالعبرية: מלחמות השם) عن أحكام المفكر اليهودي إسحاق الفاسي المعارضة لانتقادات زيراشيا هاليفي الجيروني. كشفت هذه الكتابات عن ميل بن نحمان للاتجاه المحافظ، الأمر الذي ظهر جليًا في أعماله اللاحقة التي أظهر فيها احترامًا غير محدود للسلطات السابقة. 
كانت حكمة حاخامات الميشناه والتلمود بالإضافة إلى الجاؤونيم (حاخامات الفترة الأولى من العصور الوسطى)، بالنسبة لناخمانديس، لا ريب فيها، ولم تكن كتاباتهم موضع شك أو انتقاد بالنسبة له، فيقول عنهم -في كتاب «جمعية الحكماء» الذي يفسر فيه ناخامانيس كتاب «عناوين»-: «نحن ننحني أمامهم، حتى إذا لم يكن سبب كلامهم واضحًا بشكل كامل لنا، نحن نخضع لهم». من الممكن أن يعود التزام بن نحمان بكلمات السلطات السابقة إلى المعتقدات الدينيّة التي يتبناها، أو إلى تأثير مدرسة الفكر اليهودي الفرنسي الشمالي عليه، ومع ذلك، يُعقتد أن يكون ذلك رد فعل من قبل بن نحمان على قبول يهود إسبانيا وبروفنس للفلسفة اليونانية العربية بشكل سريع، وهو ما حدث بعد فترة قصيرة من ظهور كتاب الحاخام موسى بن ميمون (دلالة الحائرين). أدى هذا العمل إلى ميل عام للتقليل من أهمية الروايات التوراتية ومن دور المعجزات. تبنّى ناخامانديس الرأي المقابل تماماً لهذا الرأي، حتى إنه لم يكن يسمح بالتشكيك في حواريي جاؤونيم الأوائل.

## الموقف حيال موسى بن ميمون
دعى موسى بن نحمان، حوالي العام 1238، لدعم سليمان بن أبراهام من مونبلييه الذي طرده أتباع موسى بن ميمون. أرسل ناخمانيدس رسالةً إلى مجتمعات مناطق أرغون ونبارة وتاج قشتالة، وجه فيها توبيخًا شديد اللهجة لخصوم سليمان. ومع ذلك، فإنّ الاحترام الكبير الذي حمله بن نحمان لموسى بن ميمون (على الرغم من الاختلاف في وجهات النظر معه)، إضافة إلى اللطف الفطريّ الذي تتسم به شخصيته، منعاه من التحالف مع الحزب المناهض لابن ميمون، وهو ما قاده إلى لعب دور المصلح بينهما.
لفت ابن نحمان في رسالة موجهة إلى الحاخامات الفرنسيين الانتباه إلى فضائل بن ميمون، وصرح بأن كتاب مشناه توراة الذي كتبه موسى بن ميمون –دستور الشريعة اليهودية- لا يظهر فحسب عدم التساهل في تفسير المحظورات اليهودية، بل يمكن أن يُنظر إليه على أنه أكثر تشددا، الأمر الذي يعتبره ناخامانديس إيجابيًا. أما بالنسبة لكتاب موسى بن ميمون (دلالة الحائرين)، فقد ذكر موسى بن نحمان أنّه لم يكن موجّهًا لأولئك الذين يعتنقون إيمانًا راسخًا، بل إلى أولئك الذين ضلوا عن طريق الصواب من خلال الأعمال الفلسلفية غير اليهودية لأرسطو وجالينوس (تجدر الإشارة إلى أن تحليل ناخمانديس لكتاب دلالة الحائرين ليس متطابقًا مع وجهات النظر التي أجمع عليها العلماء المعاصرين)، إذ يقول بن نحمان «إذا كنت تعتقد بوجوب استنكار كتاب دلالة الحائرين باعتباره هرطقة، فلماذا يتراجع جزء من قطيعك عن القضيّة كما لو أنه ندم على خطوته؟ هل من الممكن أن يُعتبر التصرف بشكل متقلب، والتصفيق لأحدٍ ما اليوم، ولآخر غدًا، تصرفًا صحيحًا في قضايا بغاية الأهمية كهذه؟».